# 나는 친구가 적다
《나는 친구가 적다》(僕は友達が少ない 보쿠 와 도모다치 가 스쿠나이[*], Boku wa Tomodachi ga Sukunai)는 일본의 작가 히라사카 요미가 쓰고 브리키가 삽화를 담당한 라이트 노벨이다. 미디어 팩토리의 MF문고 J에서 발매되고 있으며, 대한민국에서는 학산문화사의 익스트림 노벨로 발매되었다. 공식 약칭은 《하가나이》(はがない)이다.

## 개요
MF문고 J(미디어 팩토리)에서 2009년 8월부터 간행되고 있다. 일본에서는 2011년 12월 기준으로 400만부 이상 판매되었다. 공식 약칭은 「하가나이(はがない)」
1권 발매 직후에 출판된 《이 라이트 노벨이 대단해! 2010》에서 작품 부문 랭킹 23위, 2011년도 판에서는 2위가 되었다.
타이틀의 유래는 「자신이 보면 반드시 손에 넣을 것 같은 청춘 소설의 타이틀」이라고 한다.
2011년 5월 18일 아사히 신문 조간 및 요미우리 신문 조간에 TV 애니메이션화 결정 광고가 게재되었으며, 2011년 10월부터 12월까지 방영되었다.

## 스토리
성 크로니카 학원 고등부 2학년의 하세가와 코다카는 전학하고 1개월이 지나서도 외모와 머리 색 때문에 주위 사람들이 양아치(ヤンキー)라고 오해하여 반에서 붕 뜬 존재였다.
어느 날, 코다카는 언제나 언짢은 듯한 동급생인 미카즈키 요조라가 혼자서 즐거운 듯이 말하고 있는 것을 목격한다. 요조라는 에어(air) 친구와 이야기하고 있었다고 말하고, 친구를 만들기 위한 목적으로 이웃사촌부(隣人部)라는 동아리를 만들어서 코다카도 억지로 입부하게 되었다.
머지않아 이웃사촌부에는 여왕 속성의 미소녀 카시와자키 세나, '진정한 남자'를 목표로 하는 쿠스노키 유키무라, 코다카의 여동생으로 중2병 증세인 하세가와 코바토, 변태적 사고를 가진 천재 소녀 시구마 리카 등 매우 「유감」인 인물들이 차례차례로 입부하게 되었다.

## 등장인물
※ 성우는 드라마 CD, TV 애니메이션 공통.

### 이웃사촌부[隣人部]
하세가와 코다카(羽瀬川 小鷹 하세가와 고다카[*])
성우 - 키무라 료헤이 / 제리 주얼
주인공. 성 크로니카 학원 고등부 2학년 5반. 생일은 7월 30일.
일본인 아버지 하야토와 영국인 어머니 아이리 사이에서 태어난 혼혈이다. 외모는 일본인이지만 칙칙한 느낌이 드는 탁한 금발에 험악한 눈매를 하고 있어서 양아치로 오해받는 일이 많다. 아버지의 일로 인해 어린 시절부터 일본 각지로 전학을 다닌데다 외모가 불량스러워서 친구가 별로 없었다. 아버지의 해외 부임을 계기로 예전에 살던 집에서 동생인 코바토와 둘이 살게 되었고, 아버지의 친구가 이사장으로 있는 사립 성 크로니카 학원으로 편입했다. 이번 학교에서는 좋은 이미지를 만들어야 한다고 생각했지만 전학 첫날부터 실수로 지각을 하게 되어 불량학생으로 찍힌다. 전학 뒤 한 달쯤 되는 날, 같은 반 미카즈키 요조라가 '에어 친구'와 이야기하는 장면을 목격하게 되었다. 다음 날, 요조라가 친구 만드는 것을 목표로 하는, 얼핏 보면 부의 목적을 이해할 수 없는 '이웃사촌부'에 자신을 강제로 끌어들여서 결국 입부하게 된다. 미카즈키 요조라와는 사실 10년 전엔 소꿉친구 사이였지만 전학 온 시점에는 모르고 있었다.
이웃사촌부 내에서는 그나마 상식인에 가까운지라, 주로 비상식적인 부원들에게 츳코미(태클)를 거는 역할이다. 그러나 농담이나 만담 등의 센스는 전혀 없어서, 마리아 외의 다른 부원들은 한심하게 생각하고 있다. 다만 본인 스스로는 수준이 높아서 남들이 자신의 개그를 이해하지 못하는 것이라고 생각한다. 학교에서는 교복 와이셔츠의 단추를 풀고 헐렁하게 보이며, 바지의 밑단을 말아 올려서 다니는 특이한 패션을 하고 있는데, 전에 다니던 학교의 유행이라 그냥 따라하고 다녔을 뿐이다. 이 학교에서도 딱딱하게 보이는 것 보다는 조금 복장을 여유롭게 하고 다니는 편이 모두에게 친근해 보이지 않을까 기대하면서 여전히 그런 패션을 유지하고 있다(그러나 그러한 복장은 날라리 패션과 유사하다).
아버지는 해외 부임으로 집을 비우는 일이 많은 편이나, 가족에 대한 애정이 깊다고 생각해 존경하고 있다. 머리는 검은색으로 염색하기만 하면 오해받는 일은 줄어들겠지만 금발 머리를 「돌아가신 어머니와의 얼마 안되는 연결점」이라고 생각해서 염색은 하지 않고 있다. 연애 감정에 대해서는 상당히 무심한 편이고, 다른 부원으로부터 접촉이나 관심을 받아도 눈치채지 못하는 모습을 보였다. 그러나 7권의 내용에 따르면, 「사실은 호의를 깨닫고 있지만, 타인의 솔직한 호의를 받아들이는 것이 두렵기 때문에 깨닫지 못한 척을 하고 있다」라고 리카에게 지적당한다.
코다카는 현재의 일상에 충분히 만족하고 있어서, 부원들의 호의를 못들은 척 넘어가며 이 상태가 계속 유지되는 것을 바라고 있다. 부원들의 호의적인 감정을 받아들이게 되면 지금과는 달리 각자의 관계가 변하게 되고, 그로 인해 자칫 이웃사촌부가 흔들리거나 사라진다면 이전처럼 다시 친구가 없는 외톨이로 돌아가는 것을 두려워하고 있기 때문이라는 이유에서다.
공부는(친구가 없어서 딱히 할 일이 없기 때문에) 꽤 성실히 해서 어느정도 중상위권을 유지하고 있다. 어머니도 안계시고 아버지도 집을 비우는 일이 많아서 요리를 상당히 잘 하며, 마리아의 도시락도 챙겨주고 있다. 어린 시절부터 외모로 인해 불량 학생들의 표적이 되는 일이 많았기 때문에, 싸움도 아주 잘하지는 않지만 어느정도 익숙한 편이다. 요리를 할 기회가 많기 때문인지 냄비 등의 조리 기구에도 관심이 많다.
「나는 친구가 적다+」에서는, 코다카가 이웃사촌부를 결성했다.
미카즈키 요조라(三日月 夜空)
성우 - 이노우에 마리나 / 휘트니 로저스
성 크로니카 학원 고등부 2학년 5반. 취미는 독서.
겉모습은 미인이지만 기분이 항상 저기압이라 반에서는 붕 뜬 존재가 돼서 친구가 없다. 어느 날, 방과후에 아무도 없던 교실에서 '토모 짱(トモちゃん)'이라는 '에어 친구'와 대화를 나누는 모습을 코다카에게 들킨다. 그 때의 일을 계기로 친구를 만들기 위한 연습을 위해 '이웃사촌부'라는 동아리를 결성하였다. 어린 시절 머리카락은 짧았지만 그 이후 대인 기피증 때문에 미용실에 가지 않아서 결과적으로는 계속 기른 셈이 되었다. 그러나 여름 축제 때 불꽃놀이 도중 머리카락 끝부분이 타버린 것을 계기로 10년만에 미용실에서 머리카락을 잘라 단발이 되었다. 요조라의 짧은 머리를 보고 코다카는 10년 전 이사오기 전에 유일하게 친했던 친구 '소라'(별명)를 떠올리고, 요조라는 10년 전 코다카가 이사가기 전 만나지 못한 것에 대한 사연도 털어놓는다.
평소 말투는 붙임성 없는 남자 말투이며, 음험하고 새디스트인 성격에 굉장한 독설가. 하지만 친구가 많을 것 같은 사람(리얼충)은 대하기 어려워하고, 대인 기피증이 있는지라 사람이 많은 곳에서는 어지러워져서 구토를 할 것 같은 상태가 된다. 타인에게 피부를 노출하는 것도 부끄러워해서 보이쉬한 스타일의 옷을 좋아하고 마치 죄수복 같은 전신 수영복을 착용하는 등 성적인 화제에 대해서는 꽤나 민감하다. 그래서 세나가 부실에서 에로겜을 하는 것이나, 리카의 변태성에 대해서는 매우 꺼리고 불쾌해한다. 세나에게 독설을 하는 모습이 자주 보이지만 자신의 독설이 전혀 통하지 않는 리카는 천적으로 여기고 있다. 마리아는 순진해서 자주 요조라의 놀림감이 되고 있다. 심기에 거슬리는 짓을 하면 파리채로 때리는(주로 세나에게) 습관이 있다. 학업은 매우 우수한 편이지만, 학교에서는 독서를 하거나 토모 짱과 대화, 공부 외에는 딱히 할 일이 없었기 때문에 그렇다는 상당히 유감스러운 이유다.
10년 전, 코다카와 싸움을 계기로 친구사이가 된 적이 있었다. 다만 당시에는 남자아이처럼 보이는 모습에다 「소라」라는 별명으로 알고 지냈기 때문에 코다카는 요조라를 남자아이라고만 생각했다. 코다카가 이사하기 직전에 자신이 여자라는 사실을 밝히려고 했지만, 스커트 입은 모습을 보여주는 것이 부끄러워서 만날 수 없었다. 코다카와의 약속도 지키지 못한데다, 코다카도 사라져 버린 뒤에는 자신이 배신당했다고 생각하여 친한 친구를 만들려고 하지 않았다.
만화판에서는 코다카가 여자 이야기를 하거나 여자에게 호의를 나타내면 명백하게 불쾌해 보이는 표정을 보인다.
「나는 친구가 적다+」에서는 학급 반장으로, 초반에는 코다카가 이웃사촌부를 결성하는 것을 저지하려고 했다.
카시와자키 세나(柏崎 星奈 가시와자키 세나[*])
성우 - 이토 카나에 / 제이드 색스턴
성 크로니카 학원 고등부 2학년 3반. 생일은 5월 19일.
성 크로니카 학원 이사장의 외동딸로 '이웃사촌부'의 부원. 항상 착용중인 파란 나비모양의 머리핀이 트레이드마크. 금발 벽안의 수려한 외모에 큰 가슴, 몸매, 성적 우수, 스포츠 만능, 집안 등 거의 모든 부분에서 완벽하지만, 성격은 극도의 나르시스트이고 고압적이며 세상이 자신을 중심으로 돌아가고 있다고 생각하여 타인을 배려하지 않는 등 문제가 많은 성격이다. 같은 반의 남학생들이 숭배에 가까운 반응을 보이는 탓에 남자들을 노예처럼 부리지만 여학생들과는 좀처럼 친구가 되지 못하여 '이웃사촌부'에 찾아온다.
성격은 요조라와 비슷하며 사사건건 요조라와 부딪힌다. 주로 '고기(肉)'(작중 게임 「몬스터 사냥꾼」에서 유래)라고 요조라에게 놀림을 받는다. 의외로 순진하고 어린애같은 면이 있어서 요조라의 고압적인 독설과 장난에 당한 뒤 울면서 부실을 뛰쳐나가는 일이 일상화되어 있다. 자신이 하인취급하는 남학생들이나 자신을 싫어하는 여자들에 대해서는 사람 취급도 안하지만, 그와는 대조적으로 요조라나 코다카에 대해서는 나름대로 장점을 인정하는 등 호의적인 면도 보인다. 특히, 다른 남자들과는 달리 자신을 있는 그대로 대해주고 잘못된 점들을 지적하는 코다카에게 호의를 품고 있기에 마찬가지로 코다카에게 마음이 있는 요조라와는 항상 신경전을 벌인다.
처음에는 동성 친구들과 친해지는 것에 도움이 되지 않을까 하는 생각으로 미연시를 플레이하다가 이것이 「인생」이라고 생각할 만큼 중증으로 빠져 있다. 미연시 게임을 플레이할 때는 주인공 캐릭터에 자신의 이름을 그대로 사용하며 작중 곳곳의 상황을 미연시의 내용을 대입하여 판단하고 행동하는 등 상당히 깊게 빠져든 모습을 보인다. 그래서인지 이웃사촌부의 별다른 활동이 정해지지 않았을 때는 항상 부실에서 미소녀 게임을 플레이하고 있으며, 집에서의 여가시간에도 미연시를 플레이하고 있다. 그것의 영향인지 코바토를 처음 봤을 때부터 좋아하게 되었고, 코바토를 코바토 짱(小鳩ちゃん)이라 부르며 진심으로 자신의 여동생이 되면 좋겠다고 생각한다. 코바토를 보면 적극적으로 어필하고 있으나, 정작 코바토는 낯가림이 심한데다 그런 세나의 행동이 너무 변태같아서 기피하고 있다. 하지만 세나는 그런 반응조차도 츤데레 같다면서 좋아한다.
코다카와 사귀고 있다는 소문이 나도 별로 싫지 않은 모습을 보인다. 코다카에게 알몸을 보이게 된 일도 몇 번인가 있었고, 본인은 코다카라면 괜찮다고 생각한다. 7권에서는 10년 전에 이미 코다카와 만난 적이 있었고, 서로의 부모가 마음대로 약혼자로 결정했었다는 사실이 이웃사촌부 부원들에게 발각된다.
「나는 친구가 적다+」에서는 메인 히로인 포지션에 있다. 아무도 없는 방과 후 교실에서, 게임 속 히로인과 대화하고 있던 것을 코다카에게 들키게 되었고, 그것을 계기로 코다카와 알게 되어 이웃사촌부에 입부한다.
쿠스노키 유키무라(楠 幸村 구스노키 유키무라[*])
성우 - 야마모토 노조미 / 애슐리 도마뉴
성 크로니카 학원 고등부 1학년 1반. 생일은 6월 13일.
부모님이 전국 무장처럼 당당한 남아가 되라는 뜻에서 지어 준 이름으로, 자신도 이름에 걸맞은 「진정한 남자」, 「남자 중의 남자」를 목표로 노력하고 있다. 자신을 「저(わたくし)」라고 호칭하며, 특이한 화법을 쓴다.
사실은 외관상 너무 여자같은 외모 때문에 같은 반의 남학생들이 어떻게 대해야 좋을지 몰라서 망설이는 모습을, 자신이 남자답지 못하기 때문에 왕따를 당하고 있다고 생각한다. 그래서, 누구와도 어울리지 않고 당당하게 행동하는(실제로는 친구가 없을 뿐이지만) 코다카의 '남자다움'을 본받기 위해 코다카의 '부하노릇'을 자청한다. 매일 점심시간 코다카에게 '양아치 만화'와 먹을 것을 바치고 있고, 코다카를 「형님(あにき)」이라고 부르며 존경한다. 그 모습을 본 요조라는 유키무라를 끌어들이면 재밌을 것 같아서 「네가 입부하면 더욱 가까이에서 코다카를 관찰할 수 있다」는 감언이설로 입부시킨다.
이웃사촌부에 들어와서 「진정한 남자란 설령 어떤 모습을 하고 있어도 숨길 수 없는 남자다움이 배어 나오는 법」이라는 요조라의 궤변에 속아서 어떤 옷을 입든지 남자다워 보이기 위해 부활동이 있을 때 항상 메이드복을 입고 있으며, 수영장에 갔을 때는 요조라의 말에 따라 여성 수영복을 착용했다. 요조라를 누님이라고 부르며 자신의 조언자로 극진히 모시는 중.
코다카를 진정한 남자라 생각하며 요조라의 거짓말을 의심도 하지 않고 믿는다. 모든 일을 매우 극단적으로 해석하는 사고 방식을 가지고 있는데, 방학 동안 마리아에게 먹을 것을 챙겨달라는 코다카의 부탁에 영양제 한 통을 억지로 다 먹이거나 매우 비싼 음식을 사오는 등, 코다카도 대하기 어려운 유감스러운 면이 있다. 일본 전국시대의 무장을 아주 좋아하며, 전국시대의 역사를 중심으로 한 일본사에 대해서는 해박한 편이나 세계사는 매우 취약하다.
5권에서는 남자가 아니라 여자라는 반전을 보여주기도 한다. 자신은 남자로서 미숙하여 남자의 상징이 없다고 믿어서 코다카를 당황하게 했다. 리카의 성교육으로 자신이 사실은 여자였다는 사실을 알게 되지만, 그 후에도 진정한 남자가 되기 위해 정진하고 있다. 유키무라가 여자라는 걸 알게 된 요조라가 '일단은 겉모습부터'라는 이유로 메이드복이 아닌 집사복을 입게 했는데, 부원들의 반응은 상당히 좋은 편.
하세가와 고바토(羽瀬川 小鳩 하세가와 고바토[*])
성우 - 하나자와 카나 / 앨리슨 빅토린
성 크로니카 학원 중등부 2학년. 생일은 10월 18일.
코다카의 여동생이지만 코다카와는 달리 어머니인 아이리에 가까운 혼혈이라, 흰 피부에 금발 벽안의 미소녀이다. 초등학생 시절에는 평범한 여자아이였지만 중학교 1학년 때 「무쇠의 사령술사(쿠로가네의 네크로맨서)」라는 애니에 빠진 뒤 매우 유감스러운 아이가 되었다. 코다카 생각에는 코바토의 그런 이상한 언동으로 인해 학교에서 기피의 대상이 아닌가 걱정했지만, 실제로는 많은 학급 친구들에게 사랑받는 아이돌적 존재였고, 코바토가 낯가림이 심한 성격이라 친구가 없는 것이었다. 오빠인 코다카가 부 활동 이후 자신에게 소홀해진 것을 느끼던 차에 마리아라는 아이의 도시락까지 챙겨주는 걸 보고 오빠를 뺏기지 않기 위해 이웃사촌부에 가입했다.
스스로를 「레이시스·뷔·펠리시티·스메라기」라고 부르며 고스로리풍의 어두침침한 드레스를 입고 오른쪽 눈에만 빨간색 컬러 렌즈를 착용해서 오드 아이로 만들었다. 자신을 '진조의 일족'의 여왕이라 칭한다. 평소에도 자신이 만든 설정대로 장황한 대사에 어려워 보이는 한자 단어를 섞어서 쓴다. 하지만 당황했을 때나 기쁜 일이 있을 때는 규슈나 오사카 사투리가 튀어나온다. 어린 시절부터 이사를 자주 다녔기 때문에 여러 사투리를 섞어 쓰는 경우가 많다. 밤을 새는 일이 많아서 그런지 성장은 초등학생 때 멈춘 듯 왜소하고, 초등학교 시절에 입던 옷도 문제없이 입고 다닌다. 가슴 크기는 자신보다 어린 마리아보다도 작다.
돈코츠 라면을 좋아하며, 특히 마늘을 많이 넣어서 먹는 것을 매우 좋아한다. 코다카를 「안짱(あんちゃん 안찬[*])」이라고 부르며 응석부리는 중증의 브라더 콤플렉스이고 마리아와 자주 말싸움을 하는 등 육체적, 정신적으로 미성숙한 면이 있다. 오빠 앞에서 알몸을 보이거나 속옷을 갈아입는 일에도 별로 거리낌이 없다. 가사나 공부는 거의 할 수 없는 수준. 외모는 귀엽게 생겨서 세나가 매우 좋아하고 있지만, 코바토는 세나의 언동이 변태 같아서 기피하고 있다.
「레이시스·뷔·펠리시티·스메라기」(レイシス・ヴィ・フェリシティ・煌（- すめらぎ）)
「무쇠의 사령술사」에 영향을 받아서 스스로 연기하고 있는 캐릭터. 1만년 이상 살아온 「진조」로, 한쪽 눈에는 빨간색 렌즈를 착용해서 오드 아이로 고스로리풍의 검은 드레스를 입고 있다. 어둠의 친족(코다카)을 따르게 해 신의 사도(마리아)와 싸우고 있다. 식사 때는 처녀의 피(토마토 주스 or 콜라)를 마신다. 십자가도 통하지 않고 마늘도 극복해서 약점도 없다…라고 하는 설정이다.
시구마 리카(志熊 理科)
성우 - 히다카 리나 / 알렉시스 팁턴
성 크로니카 학원 고등부 1학년.
안경을 낀 흑발의 포니테일 소녀. 항상 교복 위에 백의를 걸치고 있다. 1인칭은 「리카(理科)」. 고등학생인데도 게임 회사나 약품 회사 등 여러 기업의 상품 개발에 공헌하는 천재소녀다. 성 크로니카 학원의 이사장인 카시와자키 페가수스가 학원의 명성을 위하여 직접 와달라고 부탁하여 특별히 입학하였다. 학교에는 그녀 전용의 연구실인 이과실(理科室) 이 따로 있을 정도다. 수업료도 면제고 통상적인 교육과정을 이수하지 않아도 된다는 특혜도 있다. 그래서 보통 학생들과는 달리 이과실로 등교하고 있지만, 하루 종일 혼자 있다 보니 친구가 없다.
외견상 쿨한 천재 캐릭터로 보이지만, 그 본성은 누구도 상관하지 않고 추잡한 욕망과 망상을 말하는 본작 제일의 변태. 그녀는 성욕이 세다. 요조라 입장에서는 어떤 험담이나 물리적 공격도 통하지 않는 천적이기도 하다. BL 동인지를 애독하는 부녀자(腐女子) 로, 그것도 '로봇*로봇'이라는 특이한 취향이다. 원래 포유류에는 흥미가 없었으나 코다카에게는 포유류 최초로 흥미를 가지게 되어서 이웃사촌부에 입부했다.
코다카에게 호의를 품고 있어서 처음 만났을 때부터 여러가지로 어필하기 위해 노력하고 있다. 그러나 연애 쪽에 무심한 코다카에게는 잘 먹히지 않아서 반응이 별로 없고, 그 때문에 진심으로 좌절하는 일도 자주 있다.
평소에는 경어로 이야기하지만, 자신의 호의가 무시되는 것에 불만이 있어서인지 가끔 코다카에게 온갖 험담을 퍼붓기도 한다. 원작의 놀이공원 편에서는 롤러코스터에 탑승했을 때 극도로 흥분하여 차마 입에 담을 수 없는 수준의 욕설을 난무하는 모습을 보여 코다카를 당황하게 만들었다.
타카야마 마리아(高山 マリア 다카야마 마리아[*])
성우 - 이구치 유카 / 크리스티 캉
성 크로니카 학원에 근무하는 수녀. 이웃사촌부의 고문을 맡고 있다.
고아원 출신으로 보이는, 은발에 푸른 눈을 지닌 10살의 미소녀. 요조라의 감언이설에 속아서 자신이 관리하던 예배당의 「담화실 4」를 이웃사촌부의 부실로 쓰게 되었고 어쩔 수 없이 이웃사촌부의 고문이 되었다. 요조라에게는 협박과 포테이토칩으로 길들여지고 있어서 동아리 방 청소나 심부름 등의 잡무를 맡고 있다. 주로 읽어도 혼나지 않는 만화판 삼국지를 애독하고 있다.
공부는 월반을 할 정도로 상당한 수준이지만, 말버릇이나 행동이 다소 유치하고 다른 사람을 업신여기는 일이 많아서 학창시절에는 친구가 없었다. 그러나 순진한 편이라 말도 안 되는 소리나 사소한 거짓말에도 잘 속아넘어간다. 그래서 요조라에게 속거나 장난 대상이 되는 일이 잦다. 평소에 먹는 교회의 밥은 맛이 없어서 요조라가 주는 포테이토칩만 먹는 것을 안타깝게 생각한 코다카가 도시락을 만들어주자 그것을 계기로 그를 「오빠(お兄ちゃん)」라고 부르면서 잘따르는 것과 동시에 좋아하게 된다.
신을 모신다는 점에서 흡혈귀라는 설정인 코바토와는 만나기만 하면 서로 유치한 싸움을 하고 있다.

### 하세가와(羽瀬川) 가
하세가와 하야토(羽瀬川 隼人)
코다카와 코바토의 부친으로, 직업은 고고학자.
일이 바쁜 관계로 코다카와 코바토의 어린 시절부터 전국 각지를 다녔으며, 본편에서는 회상이나 전화통화 장면에서만 등장하고 있다.
매우 밝은 성격으로, 언어가 다른 외국인들이나 나이 차이가 많이 나는 사람들과도 쉽게 의기투합하는 등 자녀들과는 달리 친구가 매우 많다. 성 크로니카 학원 이사장인 페가수스와는 학생 시절부터 둘도 없는 친구이다.
딸인 코바토를 과잉 보호하려는 성향이 있다. 그러나 코바토가 음식을 가지고 장난 쳤을 때는 주먹으로 때리면서 제재하는 등 예의범절에 까다로운 부친다운 면도 있다.
하세가와 아이리(羽瀬川 アイリ)
코다카와 코바토의 모친으로, 금발 벽안의 영국계 일본인. 코바토가 태어난 뒤 얼마 지나서 사고로 타계해서 현재는 고인. 결혼전의 이름은 『아이리 아론』.
본편에서는 이름만 언급되며 직접적인 등장은 외전인 CONNECT가 유일하다. 학창시절엔 성 크로니카 학원에 다녔다고 언급된다. 아들과 딸의 대선배인셈. 여고시절 페가수스가 만들어 준 자리에서 하야토를 알게 되어 그 후 결혼했다. 참고로 이작품의 등장인물답게 어딘가 이상한 구석이 있었는데 당시의 아이리는 낯가림이 심해 학교에서 좀처럼 친구를 사귀지 못하는 수준이였다고 한다. 특히 한 쪽 눈에는 안대를 차고 자신을 하후황(夏候煌)이라 지칭하는 망상에 사로잡힌 상태였다고. 어찌 보면 딸인 코바토가 망상에 빠진건 여기서 유전되었을 가능성도 있다.

### 카시와자키(柏崎) 가
카시와자키 페가수스/텐마(柏崎 天馬 가시와자키 페가사스/천마[*])
성우 - 오키아유 료타로 / 브랜던 포터
세나의 부친으로, 성 크로니카 학원 이사장.
말총머리, 시키나가시 차림이라고 하는 일본풍 차림의 미중년. 하야토와는 학생 시절부터 둘도 없는 친구사이로, 하야토에게서는 「자키(ザキ)」라고 불린다.
「천마(天馬)」라 쓰고 「페가수스(ぺがさす)」라고 읽는 자신의 이름을 별로 좋아하지 않으며, 그렇게 불리면 화내기도 한다. 까다로운 성격으로 사적인 친구는 적으며, 술에 매우 약하다. 친구의 아들이고 예의 바른 코다카를 맘에 들어해서 세나의 결혼상대로 생각하고 있다. 코다카와 세나가 딱히 사귀는 사이가 아니라는 것을 알게 되었을 때는 상당히 동요하는 모습을 보였다.
스텔라 레드필드
성우 - 유즈키 료카 / 케이틀린 글래스
카시와자키가에서 시중드는 여성집사. 연미복을 입고 금발에 짧은 머리·푸른 눈의 미녀이다. 항상 무표정하지만 농담을 좋아하고, 주인인 페가수스나 세나에 대해서도 거리낌 없는 성격. 일 처리는 유능하고, 세나의 헤어, 메이크업, 복장 선택도 하고 있다. 잘 때는 전라(全裸)로 잔다는 것 같다. 외전인 CONNECT에서 그녀의 비밀이 공개되었는데, 바로 '카시와자키 세나'의 배다른 언니라고 한다. 페가수스가 학창시절에 잠깐만난 '노엘 레드필드'라는 여성과 사고쳐서 태어났다고 하는데, 철이 든 이후 자신의 아버지를 찾기 위해 엄청난 노력을 기울이자 어머니인 노엘에게 진실을 듣게 되었다고 한다. 이후 공부에 매진하여 14세에 대학을 졸업 - 한 번도 본 적 없는 아버지를 찾아 일본에 찾아온 이후 카시와자키가의 집사로 들어간다. 현재 그녀의 정체를 알고있는 인물은 친아버지인 페가수스와 세나의 어머니 등 극소수.
히카와(氷川)
카시와자키가에서 시중드는 여성 요리사. 스텔라와 함께 카시와자키가에 정식으로 고용되어 일하고 있다.

### 그 외의 인물
타카야마 케이트(高山 ケイト 다카야마 게이토[*])
성우 - 카토 에미리 / 브리나 펄렌시아
마리아의 언니로 15세. 마리아와 함께 성 크로니카 학원 수녀이며 마더 케이트(マザー・ケイト)라고 불린다. 동생인 마리아의 말에 의하면 매우 무서운 상사로 인식되고 있으며 할망구라는 별명으로 불리고 있다.
겉모습은 마리아를 성장시킨 것처럼 보이는 은발에 푸른 눈을 가진 미소녀지만 언동은 마리아 이상으로 천하다. 남의 앞에서 아무렇지도 않게 트림하거나 방귀를 뀌는 등. 한편, 「락」을 기준으로 한 독특한 종교관이나 윤리관을 가지고 있기도 하다.
평소에 마리아를 대할 때는 예의범절을 지키게 하려고 엄격하게 대하고 있지만, 사실은 중증의 시스터 콤플렉스. 마리아가 코다카네 집에서 하루 잤을 때는 새벽까지 수시로 전화를 걸어서 민폐를 끼쳤다. 마리아가 이웃사촌부 부원들과 어울리게 된 후 어린아이처럼 활발해졌다는 점에 대해서는 고마워하고 있다.
은어 낚시를 하는 취미가 있으며, 그 인연으로 이사장인 페가수스와도 친하다. 9월 말에 생일을 맞이해 16세가 되었다.
유사 아오이(遊佐 葵)
성우 - 이세 마리야 / 펄리샤 앤젤
성 크로니카 학원 고등부 2학년 3반.
원작 7권에서부터 등장. 세나와 같은 2학년 3반이다. 학생회에서 회계를 맡고 있다. 같은 학년의 여학생들에 비해 작은 체격으로, 머리 모양은 붉은 색의 울프 컷.
코다카와 세나가 사귀는 사이라고 오해하고 있으며, 코다카에 대해서는 「근사한 데다가 유머까지 갖추고 있다」라고 평하며 과연 완벽한 카시와자키 세나에게 어울리는 남자친구라고 절찬했다.
기말시험은 1학년 시절부터 세나 아래였고, 2학년 때는 2위의 성적을 거두었다. 여러 면에서 완벽한데다 멋진 남자친구까지 있는 세나를 리얼충이라고 착각하고 있으며, 스스로는 라이벌로 여기고 있어서 매우 적대시하고 있다.
히다카 히나타(日高 日向)
성우 - 히카사 요코 / 브리트니 카바우스키
성 크로니카 학원 고등부 3학년.
원작 7권에서부터 등장. 2년 연속 학생회장을 맡고 있고, 용모 단정하며 스포츠도 만능.
요조라는 1학년 시절부터 세나와 그녀가 리얼충의 쌍벽이라 여기며 적대시하고 있었으나, 세나와는 달리 여자들에게도 인기가 많은 히다카 히나타를 진정한 리얼충이라고 생각하고 있어서, 그녀를 「리어왕(リア王 리아 오[*])」이라고 부르며 적대시하고 있다.
토모 짱(トモちゃん 도모 잔[*])
요조라가 상상으로 만들어 낸 「에어 친구」. 가공의 인물이다. 두뇌 명석, 운동신경 발군, 노래도 잘한다. 게다가 성격도 좋은 미소녀라고 하는 설정이다.

## 만화화
나는 친구가 적다
『월간 코믹 얼라이브』(미디어 팩토리)에서 2010년 5월호(본격 연재는 6월호)부터 연재중. 작화는 이타치. 원작의 내용을 따라 만화화한 작품이다.
나는 친구가 적다+
『점프 SQ.19』(슈에이샤)에서 2010년 가을호부터 연재중. 각본은 하루카와 미사키, 작화는 타구치 쇼이치. 원작과 이타치의 만화화 작품과는 다른 패러렐 월드 설정으로 되어 있어서, 게임의 등장 인물과 대화하는 세나를 코다카가 목격하는 것에서 시작되는 스토리다. 코다카가 요조라보다 세나와 먼저 만났고, 이웃사촌부를 코다카가 만들었다는 점이 원작과 다르다. 요조라는 학급 반장이며 처음에는 코다카가 이웃사촌부를 설립하는 것을 저지하려고 했다.
나는 친구가 적다 ショボーン!
『월간 코믹 얼라이브』에서 2011년 12월호부터 연재중인 스핀 오프 작품. 각본은 카자하나 치루오, 작화는 시라비. 「유감도 5 증가」를 컨셉으로 하고 있다.

## 앤솔러지
나는 친구가 적다 공식 앤솔러지 코믹(僕は友達が少ない 公式アンソロジーコミック)
2011년 10월 22일에 발매. 일러스트레이터나 『월간 코믹 얼라이브』에 작품을 연재하고 있는 만화가 등 28명이 참여했다.
나는 친구가 적다 유니버스(僕は友達が少ない ゆにばーす)
2011년 11월 25일에 발매된 앤솔러지 노벨. 저자는 유우지 유우지, 와타리 와타루, 시미즈 유우, 사가라 소우, 그리고 원작 작가인 히라사카 요미가 참가. 브리키를 포함, 각각 저자의 작품을 담당하는 일러스트레이터가 삽화를 담당했으며, 루로오(るろお), 페코(ぺこ), QP:FLAPPER가 권두(卷頭)의 컬러 일러스트를 담당했다.

## 단행본 목록

### 소설
| 도서명                    | 판본            | 초판 발행일      | ISBN                   | 비고                                                      |
| ------------------------- | --------------- | ---------------- | ---------------------- | --------------------------------------------------------- |
| 나는 친구가 적다 1        | 일본어판        | 2009년 8월 31일  | ISBN 978-4-8401-2879-7 |                                                           |
| 나는 친구가 적다 1        | 한국어판        | 2010년 12월 7일  | ISBN 978-89-258-5463-2 |                                                           |
| 나는 친구가 적다 2        | 일본어판        | 2009년 11월 30일 | ISBN 978-4-04-867842-1 |                                                           |
| 나는 친구가 적다 2        | 한국어판        | 2011년 1월 7일   | ISBN 978-89-258-5465-6 |                                                           |
| 나는 친구가 적다 3        | 일본어판        | 2010년 3월 30일  | ISBN 978-4-8401-3252-7 |                                                           |
| 나는 친구가 적다 3        | 한국어판        | 2011년 3월 7일   | ISBN 978-89-258-5466-3 |                                                           |
| 나는 친구가 적다 4        | 일본어판        | 2010년 7월 31일  | ISBN 978-4-8401-3457-6 |                                                           |
| 나는 친구가 적다 4        | 한국어판        | 2011년 5월 7일   | ISBN 978-89-258-6511-9 |                                                           |
| 나는 친구가 적다 5        | 일본어판        | 2010년 11월 30일 | ISBN 978-4-8401-3589-4 |                                                           |
| 나는 친구가 적다 5        | 한국어판 한정판 | 2011년 8월 7일   | ISBN 978-89-258-7490-6 | 데스크 패드 포함 한정판                                   |
| 나는 친구가 적다 5        | 한국어판 통상판 | 2011년 8월 7일   | ISBN 978-89-258-6512-6 |                                                           |
| 나는 친구가 적다 6        | 일본어판 특장판 | 2011년 5월 31일  | ISBN 978-4-8401-3880-2 | 드라마 CD 포함 한정판                                     |
| 나는 친구가 적다 6        | 일본어판 통상판 | 2011년 5월 31일  | ISBN 978-4-8401-3881-9 |                                                           |
| 나는 친구가 적다 6        | 한국어판 한정판 | 2011년 12월 7일  | ISBN 978-89-258-7942-0 | 2012년 캘린더 어나더 커버 포함 한정판                     |
| 나는 친구가 적다 6        | 한국어판 통상판 | 2011년 12월 7일  | ISBN 978-89-258-7722-8 |                                                           |
| 나는 친구가 적다 7        | 일본어판 특장판 | 2011년 9월 30일  | ISBN 978-4-8401-4221-2 | DVD 포함 특장판                                           |
| 나는 친구가 적다 7        | 일본어판 통상판 | 2011년 9월 30일  | ISBN 978-4-8401-4222-9 |                                                           |
| 나는 친구가 적다 7        | 한국어판 한정판 | 2012년 6월 7일   | ISBN 978-89-258-8897-2 | 세나 피겨 핸드폰 줄 어나더 커버 포함 한정판               |
| 나는 친구가 적다 7        | 한국어판 통상판 | 2012년 6월 7일   | ISBN 978-89-258-7723-5 |                                                           |
| 나는 친구가 적다 8        | 일본어판        | 2012년 6월 30일  | ISBN 978-4-8401-4598-5 |                                                           |
| 나는 친구가 적다 8        | 한국어판 한정판 | 2013년 6월 1일   | ISBN 978-89-258-9609-0 | 마리아 피겨 핸드폰 줄 최고급 대형 스포츠 타월 포함 한정판 |
| 나는 친구가 적다 8        | 한국어판 통상판 | 2013년 6월 1일   | ISBN 978-89-258-9608-3 |                                                           |
| 나는 친구가 적다 9        | 일본어판        | 2013년 8월 31일  | ISBN 978-4-8401-5129-0 |                                                           |
| 나는 친구가 적다 9        | 한국어판        |                  |                        |                                                           |
| 나는 친구가 적다 유니버스 | 일본어판        | 2011년 11월 30일 | ISBN 978-4-8401-4306-6 |                                                           |
| 나는 친구가 적다 유니버스 | 한국어판        | 2012년 10월 7일  | ISBN 978-89-258-9606-9 |                                                           |

### 만화

#### 나는 친구가 적다
| 도서명             | 판본     | 초판 발행일      | ISBN                   |
| ------------------ | -------- | ---------------- | ---------------------- |
| 나는 친구가 적다 1 | 일본어판 | 2010년 7월 31일  | ISBN 978-4-8401-3346-3 |
| 나는 친구가 적다 1 | 한국어판 | 2012년 1월 25일  | ISBN 978-89-258-7580-4 |
| 나는 친구가 적다 2 | 일본어판 | 2011년 5월 31일  | ISBN 978-4-8401-3799-7 |
| 나는 친구가 적다 2 | 한국어판 | 2012년 2월 25일  | ISBN 978-89-258-7582-8 |
| 나는 친구가 적다 3 | 일본어판 | 2011년 9월 30일  | ISBN 978-4-8401-4035-5 |
| 나는 친구가 적다 3 | 한국어판 | 2012년 6월 29일  | ISBN 978-89-258-8395-3 |
| 나는 친구가 적다 4 | 일본어판 | 2011년 12월 31일 | ISBN 978-4-8401-4076-8 |
| 나는 친구가 적다 4 | 한국어판 | 2012년 6월 25일  | ISBN 978-89-258-8396-0 |
| 나는 친구가 적다 5 | 일본어판 | 2012년 4월 30일  | ISBN 978-4-8401-4438-4 |
| 나는 친구가 적다 5 | 한국어판 | 2012년 12월 25일 | ISBN 978-89-258-8924-5 |
| 나는 친구가 적다 6 | 일본어판 | 2012년 8월 31일  | ISBN 978-4-8401-4708-8 |
| 나는 친구가 적다 6 | 한국어판 | 2013년 4월 25일  | ISBN 978-89-258-9634-2 |
| 나는 친구가 적다 7 | 일본어판 | 2012년 12월 31일 | ISBN 978-4-8401-4767-5 |
| 나는 친구가 적다 7 | 한국어판 | 2013년 7월 24일  | ISBN 978-89-6831-042-3 |
| 나는 친구가 적다 8 | 일본어판 | 2013년 4월 30일  | ISBN 978-4-8401-5047-7 |
| 나는 친구가 적다 8 | 한국어판 | 2013년 12월 25일 | ISBN 979-1-155-97140-6 |
| 나는 친구가 적다 9 | 일본어판 | 2013년 11월 30일 | ISBN 978-4-04-066115-5 |
| 나는 친구가 적다 9 | 한국어판 |                  |                        |

#### 나는 친구가 적다+
| 도서명              | 판본     | 초판 발행일      | ISBN                   |
| ------------------- | -------- | ---------------- | ---------------------- |
| 나는 친구가 적다+ 1 | 일본어판 | 2011년 10월 9일  | ISBN 978-4-08-870337-4 |
| 나는 친구가 적다+ 1 | 한국어판 | 2013년 7월 25일  | ISBN 978-89-6831-242-7 |
| 나는 친구가 적다+ 2 | 일본어판 | 2012년 8월 8일   | ISBN 978-4-08-870436-4 |
| 나는 친구가 적다+ 2 | 한국어판 | 2013년 11월 25일 | ISBN 978-89-6831-242-7 |

#### 나는 친구가 적다 공식 앤솔러지 코믹
| 도서명                                | 판본     | 초판 발행일      | ISBN                   |
| ------------------------------------- | -------- | ---------------- | ---------------------- |
| 나는 친구가 적다 공식 앤솔러지 코믹 1 | 일본어판 | 2011년 10월 31일 | ISBN 978-4-8401-4051-5 |
| 나는 친구가 적다 공식 앤솔러지 코믹 1 | 한국어판 | 2012년 12월 25일 | ISBN 978-89-258-9149-1 |
| 나는 친구가 적다 공식 앤솔러지 코믹 2 | 일본어판 | 2012년 3월 31일  | ISBN 978-4-8401-4439-1 |
| 나는 친구가 적다 공식 앤솔러지 코믹 2 | 한국어판 | 2013년 4월 25일  | ISBN 978-89-6831-029-4 |
| 나는 친구가 적다 공식 앤솔러지 코믹 3 | 일본어판 | 2013년 1월 23일  | ISBN 978-4-8401-4781-1 |
| 나는 친구가 적다 공식 앤솔러지 코믹 3 | 한국어판 | 2013년 7월 24일  | ISBN 978-89-6831-244-1 |

#### 나는 친구가 적다 쇼본!
| 도서명                 | 판본     | 초판 발행일     | ISBN                   |
| ---------------------- | -------- | --------------- | ---------------------- |
| 나는 친구가 적다 쇼본! | 일본어판 | 2012년 8월 31일 | ISBN 978-4-8401-4709-5 |

## 앱
iPhone/iPad 전용 'アニメ電話 僕は友達が少ない'(아니메 전화 나는 친구가 적다)
미디어팩토리, 2011년 9월 28일 등록.
iPhone/iPad 전용 '僕は友達が少ない App'
미디어팩토리, 2011년 10월 15일 등록.
iPhone/iPad 전용 '僕は友達が少ない iP'
반다이 남코 게임스, 2011년 12월 16일 등록.
Android 전용 '僕は友達が少ない iP Android ver.'
반다이 남코 게임스, 2012년 2월 9일 등록.

## TV 애니메이션
2011년 10월부터 12월까지 TBS에서 방영되었다. 12화 완결.
TV 애니메이션 방송에 앞서 2011년 9월 22일에 소설 7권의 특장판 부록으로 오리지널 스토리를 수록한 애니메이션 DVD가 첨부되어 발매되었다.
2012년 9월 26일 TV에서 방영되지 않은 제13화를 수록한 OVA 『나는 친구가 적다 애드온 디스크』(僕は友達が少ない あどおんでぃすく)가 발매되었다.
2012년 7월 28일 애니메이션 2기의 제작 결정이 발표되었다. 8월 18일 개최된 TBS 애니메이션 축제에서 2013년 1월부터 TBS, BS-TBS에서 방송하는 것이 발표되었다. 제2기의 타이틀은 『나는 친구가 적다 NEXT』(僕は友達が少ないNEXT)

### 스탭
- 원작 - 히라사카 요미
- 캐릭터 원안 - 브리키
- 감독 - 사이토 히사시
- 각본 - 우라하타 타츠히코
- 캐릭터 디자인, 총작화감독 - 와타나베 요시히로
- 음악 - Tom-H@ck
- 애니메이션 제작 - AIC Build
- 제작 - 제작위원회는 친구가 적다

### 방영 목록

#### 1기
각 화수의 부제는 원작처럼 はがない의 형태다.(~は~が~ない)
| 화수         | 부제(한국어/일본어)                                                                | 각본              | 콘티                          | 연출                          | 작화감독                                                        | 총작화감독                        | 엔드카드 일러스트    | 방영일           | 원작 권             |
| ------------ | ---------------------------------------------------------------------------------- | ----------------- | ----------------------------- | ----------------------------- | --------------------------------------------------------------- | --------------------------------- | -------------------- | ---------------- | ------------------- |
| 제0화        | 암흑 냄비 미소녀는 유감스러운 냄새가 난다(;´ ∀｀) 闇鍋は美少女が残念な臭い(;´ ∀｀) | 우라하타 타츠히코 | 사이토 히사시                 | 키타하타 토오루               | 후지이 마키                                                     | 와타나베 요시히로                 | -                    | 2011년 9월 22일  | 1권                 |
| 제1화        | 우리들은 친구가 생기질 않는다(´・ω・`) 僕達は友達が出来ない(´・ω・`)               | 우라하타 타츠히코 | 사이토 히사시                 | 키타하타 토오루               | 나카무라 나오토                                                 | 와타나베 요시히로                 | 미조구치 케이지      | 2011년 10월 7일  | 1권                 |
| 제2화        | 전뇌세계에는 신이 없다(゜Д゜) 電脳世界は神様が居ない(゜Д゜)                        | 우라하타 타츠히코 | 키타하타 토오루               | 키타하타 토오루 쿠도 슌       | 한현중                                                          | 후지이 마키                       | 니무라 유우지        | 2011년 10월 14일 | 1권                 |
| 제3화        | 시민 수영장에는 플래그가 없다(;´ Д`) 市民プールはフラグがない(;´ Д`)               | 우라하타 타츠히코 | 사이토 히사시                 | 사토 히로유키                 | 나카타니 유키코                                                 | 나카무라 나오토                   | 루나                 | 2011년 10월 21일 | 1권                 |
| 제4화        | 후배들은 거리낌이 없다Σ(゜口゜; 後輩達は遠慮がないΣ(゜口゜;                        | 우라하타 타츠히코 | 카나사키 타카오미             | 오쿠노 코우타                 | 허재선 최경석 아메미야 아키라(메카)                             | 후지이 마키 와타나베 요시히로     | CARNELIAN            | 2011년 10월 28일 | 1권/2권             |
| 제5화        | 이번에는 SAGA가 진지한 싸움ヽ(`Д´)ノ 今度はSAGAがガチな戦いヽ(`Д´)ノ               | 우라하타 타츠히코 | 사이토 히사시                 | 카라토 미츠히로               | 아라오 히데유키 카미타니 토모히로 시미즈 타카코 소자키 노부요시 | 나카무라 나오토 와타나베 요시히로 | huke                 | 2011년 11월 4일  | 2권                 |
| 제6화        | 노래방은 손님이 적다(つд⊂) カラオケボックスは客が少ない(つд⊂)                      | 우라하타 타츠히코 | 엔도 히로타카                 | 야마구치 아키오 사토 히로유키 | 모리마에 카즈야 카토 리카 이시카와 토모미                       | 후지이 마키 와타나베 요시히로     | redjuice             | 2011년 11월 11일 | 2권                 |
| 제7화        | 휴대전화는 착신이 적다＿\|￣\|○ 携帯電話は着信が少ない＿\|￣\|○                    | 우라하타 타츠히코 | 카나사키 타카오미             | 세토 켄지                     | 스기토 사유리                                                   | 나카무라 나오토 와타나베 요시히로 | 나카지마 유카        | 2011년 11월 18일 | 3권                 |
| 제8화        | 학교 수영복은 나설 기회가 없다＼(^o^)／ スクール水着は出番がない＼(^o^)／          | 우라하타 타츠히코 | 사이토 히사시                 | 타카시마 다이스케             | 모토무라 코이치                                                 | 후지이 마키 와타나베 요시히로     | 미야마 제로          | 2011년 11월 25일 | 3권                 |
| 제9화        | 이사장은 추억이 애처롭다(-＿-) 理事長は追想が切ない(-＿-)                          | 우라하타 타츠히코 | 키타하타 토오루               | 오쿠노 코우타                 | 모리마에 카즈야 모모세 에미코 사사야마 쇼타로 오오쿠마 타카하루 | 나카무라 나오토 와타나베 요시히로 | 오리온(앨리스소프트) | 2011년 12월 2일  | 3권                 |
| 제10화       | 합숙은 모두가 잠들지 않는다ヽ(ﾟ∀ﾟ)ﾉ 合宿は皆が寝ないヽ(ﾟ∀ﾟ)ﾉ                       | 우라하타 타츠히코 | 카나사키 타카오미             | 사토 히로유키                 | 나카타니 유키코 이가이 카즈유키                                 | 후지이 마키 와타나베 요시히로     | 칸토쿠               | 2011년 12월 9일  | 3권                 |
| 제11화       | 여자는 유카타 차림이 말이지, 엄청 귀엽다(゜∀゜) 女子は浴衣姿がな、超可愛い(゜∀゜)  | 우라하타 타츠히코 | 사이토 히사시                 | 카라토 미츠히로               | 한현중 카토 리카 오오스미 타카하루                              | 나카무라 나오토 와타나베 요시히로 | 미츠미 미사토        | 2011년 12월 16일 | 3권                 |
| 제12화       | 우리들은 친구가 적다(｀・ω・´) 僕達は友達が少ない(｀・ω・´)                        | 우라하타 타츠히코 | 사이토 히사시 키타하타 토오루 | 키타하타 토오루               | 후지이 마키 모리마에 카즈야 와타나베 요시히로                   | -                                 | 브리키               | 2011년 12월 23일 | 나친적 CONNECT /4권 |
| 제13화 (OVA) | 릴레이 소설은 결말이 애매하다L(゜□゜)」 リレー小説は結末が半端ないL(゜□゜)」       | 우라하타 타츠히코 | 사이토 히사시                 | 카라토 마츠히로               | 모리마에 카즈야                                                 | 후지이 마키 와타나베 요시히로     | 이타치               | 2012년 9월 26일  |                     |

#### 2기
각 화수의 부제는 라이트 노벨 제목의 패러디이다.
| 화수   | 부제(한국어/일본어)                                                                                         | 각본              | 콘티              | 연출              | 작화감독                                                        | 총작화감독                           | 엔드카드 일러스트 | 방영일          | 원작 권 |
| ------ | --- | ----------------- | ----------------- | ----------------- | --------------------------------------------------------------- | ------------------------------------ | ----------------- | --------------- | ------- |
| 제1화  | 역시 내 청춘은 잘못됐다 やはり俺の青春はまちがっている                                                      | 우라하타 타츠히코 | 시마즈 히로유키   | 아라이 쇼고       | 이마이 마사미                                                   | 와타나베 요시히로 沈宏(Hong SHEN)    | OKAMA             | 2013년 1월 11일 | 4권     |
| 제2화  | 호모게부 ホモゲ部                                                                                           | 우라하타 타츠히코 | 사토 히로유키     | 사토 히로유키     | 나카하라 키요타카 카메타니 쿄코                                 | 와타나베 요시히로 沈宏(Hong SHEN)    | 에렛토            | 2013년 1월 18일 | 4권     |
| 제3화  | 내 여동생들이 이렇게 귀여워 俺の妹達がこんなに可愛い                                                        | 스나야마 쿠라스미 | 요시카와 코우지   | 타카바야시 히사야 | 모리마에 카즈야                                                 | 와타나베 요시히로 沈宏(Hong SHEN)    | 시라비            | 2013년 1월 25일 | 4권     |
| 제4화  | 이 중에 1명, 남자가 있다! この中に1人、男がいる!                                                            | 우라하타 타츠히코 | 타구치 토모히사   | 모리 요시히로     | 야마우치 노리야스 카지우라 신이치로 오자와 마도카 사와키 미도리 | 와타나베 요시히로 沈宏 타카시나 유카 | 히노우에 이타루   | 2013년 2월 1일  | 5권     |
| 제5화  | 그런 놀이는 안돼요! ~네가 있으면 세계관이 문란해져~ そんな遊びはいけません! 〜君がいると世界観が乱れる〜    | 스나야마 쿠라스미 | 벳쇼 마코토       | 미나미카와 타츠마 | 모리마에 카즈야 이시카와 사토미                                 | 와타나베 요시히로 沈宏 타카시나 유카 | 카즈키 요네       | 2013년 2월 8일  | 5권     |
| 제6화  | 기행소녀는 상처받지 않아 寄行少女は傷つかない                                                               | 우라하타 타츠히코 | 시마즈 히로유키   | 사사하라 요시후미 | 타케가미 타카오 후지타 마사유키                                 | 와타나베 요시히로 沈宏               | 토모세 슌사쿠     | 2013년 2월 15일 | 6권     |
| 제7화  | 오빠지만 사랑만 있다면 여동생이 늘어나도 상관없잖아? お兄ちゃんだけど愛さえあれば妹が増えても関係ないよねっ | 우라하타 타츠히코 | 호시카와 타카후미 | 니쇼지 요시히토   | 모리마에 카즈야 카메타니 쿄코                                   | 와타나베 요시히로 沈宏               | 코부이치          | 2013년 2월 22일 | 6권     |
| 제8화  | 내 소꿉친구가 완전 수라장 俺の幼馴染みが修羅場すぎる                                                        | 스나야마 쿠라스미 | 토쿠모토 요시노부 | 타카하시 나루세   | 사이토 이쿠미 시마 센조 히라노 유이치                           | 와타나베 요시히로 타카나시 유카      | 페코              | 2013년 3월 1일  | 7권     |
| 제9화  | 길 잃은 고양이 오버히트! 迷い猫オーバーヒート!                                                              | 스나야마 쿠라스미 | 벳쇼 마코토       | 이와타 요시히코   | 야마우치 노리야스 후지사와 토시유키 사와키 미도리               | 와타나베 요시히로 沈宏               | 우루우 겟카       | 2013년 3월 8일  | 7권     |
| 제10화 | 안습왕과 웃을 수 없는 이야기 残念王と笑えない話                                                             | 스나야마 쿠라스미 | 사토 히로유키     | 사토 히로유키     | 이마이 마사미 후지타 마사유키                                   | 와타나베 요시히로                    | 카미야 유우       | 2013년 3월 15일 | 7권     |
| 제11화 | 망설이는 치킨 같은 나 迷えるチキンな俺                                                                      | 우라하타 타츠히코 | 아오키 에이       | 벳쇼 마코토       | 카메타니 쿄코 타케가미 타카오 하기오 케이타 야마카와 코지       | 와타나베 요시히로 沈宏               | 카타기리 히나타   | 2013년 3월 22일 | 8권     |
| 제12화 | 나는 친구가…… 僕は友達が……                                                                                  | 우라하타 타츠히코 | 시마즈 히로유키   | 미나미카와 타츠마 | 모리마에 카즈야 沈宏 카스타니 켄이치로 와타나베 요시히로        | 와타나베 요시히로 沈宏 타카시나 유카 | -                 | 2013년 3월 29일 | 8권     |

### CD
- 유감계 이웃사촌부★★☆(残念系隣人部★★☆) - 2011년 10월 26일 발매.
- 나의 이·마·음(私のキ・モ・チ) - 2011년 11월 25일 발매.
- 나는 친구가 적다 오리지널 사운드 트랙(僕は友達が少ない オリジナルサウンドトラック) - 2011년 12월 21일 발매.

### 블루레이·DVD

#### 일본판
| 권수     | 발매일          | 수록 화        | 규격 품번 | 규격 품번 |     |     |
| 권수     | 발매일          | 수록 화        | BD        | DVD       |     |     |
| 1기      | 1기             | 1기            | 1기       | 1기       | 1기 | 1기 |
| -------- | --------------- | -------------- | --------- | --------- | --- | --- |
| 1        | 2012년 1월 13일 | 제 1화 - 2화   | ZMXZ-7551 | ZMBZ-7561 |     |     |
| 2        | 2012년 2월 22일 | 제 3화 - 4화   | ZMXZ-7552 | ZMBZ-7562 |     |     |
| 3        | 2012년 3월 21일 | 제 5화 - 6화   | ZMXZ-7553 | ZMBZ-7563 |     |     |
| 4        | 2012년 4월 25일 | 제 7화 - 8화   | ZMXZ-7554 | ZMBZ-7564 |     |     |
| 5        | 2012년 5월 23일 | 제 9화 - 10화  | ZMXZ-7555 | ZMBZ-7565 |     |     |
| 6        | 2012년 8월 29일 | 제 11화 - 12화 | ZMXZ-7556 | ZMBZ-7566 |     |     |
| OVA      | 2012년 9월 26일 | 제 13화        | ZMXZ-7557 | ZMBZ-7567 |     |     |
| 2기 NEXT |                 |                |           |           |     |     |
| 1        | 2013년 3월 27일 | 제 1화 - 2화   | ZMXZ-8391 | ZMBZ-8401 |     |     |
| 2        | 2013년 8월 28일 | 제 3화 - 4화   | ZMXZ-8392 | ZMBZ-8402 |     |     |
| 3        | 2013년          | 제 5화 - 6화   | ZMXZ-8393 | ZMBZ-8403 |     |     |
| 4        | 2013년          | 제 7화 - 8화   | ZMXZ-8394 | ZMBZ-8404 |     |     |
| 5        | 2013년          | 제 9화 - 10화  | ZMXZ-8395 | ZMBZ-8405 |     |     |
| 6        | 2013년          | 제 11화 - 12화 | ZMXZ-8396 | ZMBZ-8406 |     |     |

#### 한국판
대한민국에서는 애니플러스에서 블루레이를 발매하고 있으며, 일본어 음성에 한국어 자막이 포함되어 있다.
| 권수 | 발매일           | 수록 화        | 규격 품번     | 규격 품번 |
| 권수 | 발매일           | 수록 화        | BD            |           |
| ---- | ---------------- | -------------- | ------------- | --------- |
| 1    | 2012년 4월 17일  | 제 1화 - 2화   | ANPS122101-01 |           |
| 2    | 2012년 5월 16일  | 제 3화 - 4화   | ANPS122101-02 |           |
| 3    | 2012년 6월 20일  | 제 5화 - 6화   | ANPS122101-03 |           |
| 4    | 2012년 7월 25일  | 제 7화 - 8화   | ANPS122101-04 |           |
| 5    | 2012년 8월 22일  | 제 9화 - 10화  | ANPS122101-05 |           |
| 6    | 2012년 11월 28일 | 제 11화 - 12화 | ANPS122101-06 |           |
| OVA  | 2012년 12월 27일 | 제 13화        |               |           |

## 게임
『나는 친구가 적다 포터블』(僕は友達が少ない ぽーたぶる)
PSP용 게임 소프트. 반다이 남코 게임스에서 2012년 2월 23일에 발매되었다.
수량한정생산판 「미소녀×유감×게임=초유감BOX」(美少女×残念×ゲーム=超残念BOX)와 통상판 「이웃사촌부 팩」(隣人部パック)으로 2종류가 발매.

### 시스템
Live2D시스템(Live2Dシステム)
대화 장면, 이벤트 CG에서는 항상 캐릭터가 움직이는 시스템.
매의 눈 시스템(호크아이·시스템)(鷹の目システム（ホークアイ・システム）)
스토리 도중 삽입되는 시스템이며, SD 캐릭터로 분기점을 나타낸다.
이웃사촌부 시스템(누가 이야기하고 있을까 잘 듣지 않으면 모르는. 시스템)(隣人部システム（誰が話しているかよく聞かないとわからないな。システム）)
실시간으로 대화가 진행되는 시스템이며, 제한시간 내에 어떤 캐릭터와 대화를 할지 결정한다.
아루아루(あるある) 시스템(あるあるシステム)
대화 장면 도중 상대의 생각에 공감할 수 있다.
오마케 시나리오(おまけシナリオ)
각 캐릭터의 미니 스토리를 플레이 할 수 있다.
・・・이 시스템 있어? 저기・・・정말로? 시스템(・・・このシステムいる? ねぇ・・・本当に?システム)
시스템 메뉴나 인스톨 작업 도중 플레이 할 수 있는 미니 게임.

### 주제가
엔딩 테마 'Over the distance'
작사 - hotaru / 작곡·편곡 - yamazo / 노래 - 미카즈키 요조라(이노우에 마리나), 카시와자키 세나(이토 카나에), 쿠스노키 유키무라(야마모토 노조미), 시구마 리카(후쿠엔 미사토), 하세가와 코바토(하나자와 카나), 타카야마 마리아(이구치 유카)
반짝이는 스쿨 라이프 SP 테마송 '시작의 날은 언제나'(きらめきスクールライフSPテーマソング「はじまりの日はいつも」)
노래 - 후지바야시 아카리(카와스미 아야코)